# Trinomys setosus
Espèce
Statut de conservation UICN

 LC  : Préoccupation mineure
Trinomys setosus est une espèce de mammifères rongeurs de la famille des Echimyidae qui regroupe des rats épineux originaires d'Amérique latine.

## Liste des sous-espèces
Selon Mammal Species of the World (version 3, 2005)  (8 oct. 2012) et NCBI (8 oct. 2012) :

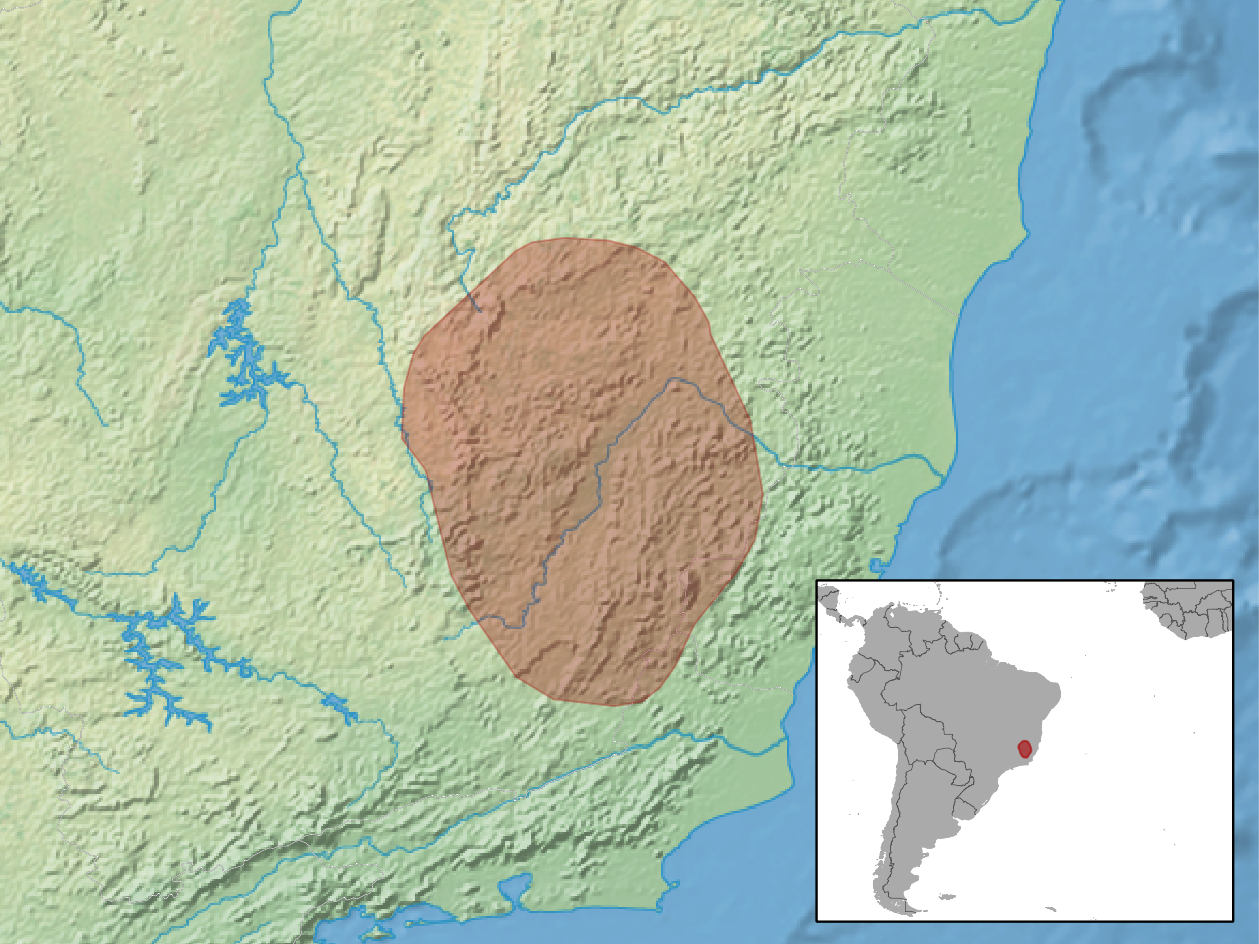
Répartition de l'espèce.

- sous-espèce Trinomys setosus denigratus
- sous-espèce Trinomys setosus elegans
- sous-espèce Trinomys setosus setosus